# Roots Bloody Roots
«Roots Bloody Roots» es una canción de la banda brasileña de metal, Sepultura, incluido en su sexto álbum Roots de 1996. Este ha sido el sencillo más exitoso en la historia de la banda, ingresando en varios charts internacionales incluyendo el Reino Unido, Australia, Francia, Alemania, y Escandinavia entre otros.

## Video musical
El video musical fue dirigido por Thomas Mignone y ganó el premio Kerrang! al "Video del Año" en 1996, así como una nominación para los Premios MTV de Brasil al "Mejor Video de Rock".[cita requerida] El rodaje se llevó a cabo en las catacumbas debajo de la ciudad de Salvador, donde se vendían y torturaban a los esclavos brasileños. El vídeo se distingue por el uso atípico de la belleza natural de Brasil, incluyendo sus bailarines tradicionales de capoeira, percusionistas y los pueblos indígenas.

## Significado
Al igual que la mayoría de las canciones de la banda, la canción se piensa que es otra canción de protesta. El significado más común que los aficionados le otorgan es que todo el mundo necesita preservar sus propias raíces, y modernizar, no olvidar o sentir vergüenza por ellos. Esto se muestra en las letras: No necesitamos cambiar, nuestras maneras de ser salvados ("We don't need to change, our ways to be saved").
Otra teoría es que Max está hablando de las raíces de su propio país. También puede ser sobre la esclavitud en Brasil, y cómo la sangre que se derramó en el pasado fue una enseñanza para que las generaciones venideras no sean esclavizadas.

## Lista de canciones como sencillo
Disco 1 (Digipak)
1. «Roots Bloody Roots»
2. «Procreation» (Of the Wicked) (versión de Celtic Frost)
3. «Refuse/Resist» (en vivo)
4. «Territory» (en vivo)

Disco 2
1. «Roots Bloody Roots»
2. «Procreation (Of The Wicked)» (versión de Celtic Frost cover)
3. «Propaganda» (en vivo)
4. «Beneath the Remains/Escape to the Void» (en vivo)

7” vinilo rojo
1. «Roots Bloody Roots»
2. «Symptom of the Universe» (versión de Black Sabbath. También aparece en Blood-Rooted y en la edición limitada de Roots)

## Versiones
- Soulfly toca la canción en vivo y hay una versión en vivo en el álbum The Song Remains Insane.
- Los hermanos Cavalera tocan la canción para cerrar sus shows con su grupo Cavalera Conspiracy.
- Dreadnaut hizo un cover en su álbum A Taste Of What's To Come.
- J.B.O. en su álbum de 1997 Laut. Tiene un cover en donde el cantante usa voz de tenor. Se ha dicho popularmente que se trataba de Sepultura con Luciano Pavarotti. En 2019, esta información quedó definitivamente confirmada durante un viaje en BlaBlacar, de Madrid a Burgos.

## Posicionamiento en listas
| Lista (1996)                    | Mejor posición |
| ------------------------------- | -------------- |
| Alemania (Media Control AG)     | 42             |
| Australia (ARIA)                | 44             |
| Bélgica (Valonia) (Ultratop 50) | 31             |
| Finlandia (OFC)                 | 2              |
| Francia (SNEP)                  | 26             |
| Irlanda (IRMA)                  | 27             |
| Noruega (VG-lista)              | 20             |
| Países Bajos (Dutch Top 40)     | 38             |
| Reino Unido (UK Singles Chart)  | 19             |
| Suecia (Sverigetopplistan)      | 14             |